# Zwischen Himmel und Erde
Pour plus de détails, voir Fiche technique et Distribution.
Zwischen Himmel und Erde est un film allemand réalisé par Harald Braun, sorti en 1942.

## Fiche technique
- Titre : Zwischen Himmel und Erde
- Réalisation : Harald Braun
- Scénario : Harald Braun et Jacob Geis d'après le roman d'Otto Ludwig
- Photographie : Robert Baberske (en)
- Montage : Ursula Schmidt
- Musique : Werner Eisbrenner
- Pays d'origine : Allemagne
- Format : Noir et blanc - 1,37:1
- Genre : drame
- Durée : 99 minutes
- Date de sortie : 1942

## Distribution
- Werner Krauss : Justus Rottwinkel
- Gisela Uhlen : Christine Burger
- Wolfgang Lukschy : Mathias Rottwinkel
- Peter Martin Urtel (de) : Lonius Rottwinkel
- Charlotte Schultz (en) : Fine Rottwinkel
- Paul Henckels : Clemens Burger
- Emil Heß (en) : Valentin
- Armin Münch (de) : Veit, Geselle
- Sigrid Becker : Hanne
- Gustav Waldau (en) : Türmer
- Hans Hermann Schaufuß : le maire
- Werner Pledath (en) : Major
- Franz Weber : Lehrer
- Elisabeth Flickenschildt : Wirtin